# Stenellipsis sculpturata
Stenellipsis sculpturata là một loài bọ cánh cứng trong họ Cerambycidae.